# Jean Vigo
Jean Vigo, eredeti nevén Jean Bonaventure de Vigo (Párizs, 1905. április 26. – Párizs, 1934. október 5.) francia filmrendező volt. Rövid élete ellenére eredeti hangvételű, jelentős művekkel gazdagította a filmművészetet. A későbbi francia új hullám rendezői fedezték fel az utókor számára.

## Élete
Apja, Eugène Bonaventure de Vigo (álneve: Miguel Almeyreda) anarchista lapkiadó volt. Az első világháború idején háborúellenes, hazafiatlannak mondott tevékenységéért börtönbüntetésre ítélték, cellájában 1917 augusztusában ismeretlenek megfojtották. Fiát a család barátai nevelték, álnéven internátusokban helyezték el. 1926-ban egy ideig a Sorbonne-ra járt, ide már saját nevén iratkozott be. 1929-ben nősült, egy lengyel gyártulajdonos lányát vette el, két év múlva lányuk született. Gyerekkorában sokat betegeskedett, rövid életének elhatalmasodó tüdőbaja vetett véget, hetekkel utolsó filmjének bemutatója után.

## Alkotói pályája
Claude Autant-Lara, egy akkoriban indult filmrendező révén került kapcsolatba a film világával. Rövid ideig a neves operatőr, Léon-Henri Burel mellett dolgozott segédoperatőrként. 1929-ben elhunyt apósa örökségéből filmfelvevőt vásárolt, hogy önálló filmeket készíthessen. Ugyanezen az őszön ismerkedett meg Boris Kaufmannal – Dziga Vertov egyik testvérével –, aki filmjeinek állandó operatőre lett.
Bár filmkészítői tevékenysége egybeesett a hangosfilm kezdeteivel, első alkotását még némafilmként forgatta. Dokumentumfilmje, a Nizzáról jut eszembe az előkelő tengerparti fürdőváros életét mutatja be, miközben annak groteszk vonásait, ellentmondásait is képes felszínre hozni. A következő években két játékfilmet rendezett. A Magatartásból elégtelen egy bentlakásos iskola életének részben szatirikus, részben együttérző rajza. Az internátus „nevelési” módszerei ellen fellázadó gyerekek történetét a cenzúra az első vetítések után betiltotta. Az Atalante-ban egy házaspár elhidegülésének, majd újra egymásra találásának banális históriáját használta fel Vigo arra, hogy az egyszerű emberek örömeiről és nyomorúságáról, magányról, egymásrautaltságról, szeretetéhségről költői jelenetekben adjon hírt, először és utoljára életében.
Határozott elképzelésekkel rendelkező, társadalmi érdeklődésű művész volt. A filmtörténetnek abban a korszakában, amikor a némát a hangosfilm váltotta fel, amikor jelentős alkotók a film kifejezőeszközeivel, formájának finomításával, a „tiszta film” (le cinema pur) megvalósításával voltak elfoglalva, Vigo a kiszolgáltatottságra, a szociális különbségekre, a jelen valóságára figyelt, ebben megelőzte korát. Filmkészítési módszerének is egyik jellemzője a tárgyak, a környezet, a magatartás valósághű ábrázolása. Másik jellegzetessége, hogy mint alkotó nem hideg kívülállóként viselkedik, ellenkezőleg: hol szatirikus látásmódjával, hol líraisággal, hol a kettő egymásba játszatásával fejezi ki viszonyulását az ábrázolt valósághoz.

## Utóélete
Filmjei saját korában nem keltettek különösebb figyelmet (ebben persze a cenzúrának is része volt). 1951-ben az ő emlékére alapították a Jean Vigo-díjat, melyet évente fiatal filmeseknek adományoznak, kitüntetettje volt többek között Claude Chabrol és Jean-Luc Godard is. Születésének centenáriumán Spanyolországban dokumentumfilm-fesztivált alapítottak, melyet róla neveztek el. Filmjeinek hatása több későbbi alkotónál kimutatható, elsősorban François Truffaut-nál, aki erről nem egyszer nyilatkozott, sőt filmjeiben „Vigo-idézeteket” is elhelyezett.

## Filmjei
- 1930 : Nizzáról jut eszembe (À propos de Nice)
- 1931 : Taris (Taris, roi de l'eau) (dokumentumfilm, töredék)
- 1933 : Magatartásból elégtelen (Zéro de conduite)
- 1934 : Atalante (L'Atalante)